# Rafael Romo
Rafael Enrique Romo Pérez (ur. 25 lutego 1990 w Turén) – wenezuelski piłkarz występujący na pozycji bramkarza. Zawodnik klubu CD Universidad Católica. Posiada również obywatelstwo hiszpańskie.

## Kariera piłkarska
Rafael Romo jest wychowankiem zespołu Atlético Turén. W 2007 trafił do Llaneros FC. Dwa lata później podpisał kontrakt z włoskim Udinese Calcio.
Zawodnik w 2008 zadebiutował w reprezentacji Wenezueli.